# Lavinium Dorsum
Il Lavinium Dorsum è una struttura geologica della superficie di 4 Vesta.